# Centritractaceae
Famille
Les Centritractaceae sont une famille d'algues de l'embranchement des Ochrophyta  de la classe des Xanthophyceae et de l’ordre des  Mischococcales.

## Étymologie
Le nom vient du genre type Centritractus, dérivé du  grec  χέντρον / chéntron, aiguillon, et άτραχτος / átrachtos, broche, en référence à la forme de cet organisme.

## Liste des genres
D'après World Register of Marine Species (31 mars 2022) :
- Bumilleriopsis Printz, 1914
- Centritractus Lemmermann, 1900  genre type[note 1],[2]
- Pseudotetraëdron Pascher, 1912
- Pseudobumilleriopsis T.R.Deason & Bold, 1960   synonyme de Bumilleriopsis

AlgaeBase (31 mars 2022) classe les genres de cette famille dans celle des Sciadiaceae.